# Augustibröderna
Augustibröderna var ett svenskt ordenssällskap som verkade mellan 1776 och 1810. I sammanslutningen deltog gustavianska officerare vilka hade medverkat i eller stöttat Gustav III:s statskupp 1772. I syfte att hylla Gustav III möttes ordensbröderna, tillsammans med några av dåtidens mest framträdande kulturpersonligheter - bland andra Carl Michael Bellman, tre gånger årligen: dels på Gustav III:s födelsedag den 24 januari och vid dennes namnsdag 6 juni, dels på revolutionsdagen den 19 augusti, ordensdagen. Bellmans Tal hållet i orangeriet på Karlberg härrör från sammankomsten den 19 augusti 1785. Sällskapet utdelade en medalj.